# William Westerman
William Marten Westerman (Kisaran, Nederlands-Indië, 5 september 1892 – Gouda, 21 februari 1950) was een Nederlands politicus en bankier. Hij was de zoon van Willem Westerman (1864) en Josephine Herberich.

## Levensloop
Na afronding van het gymnasium studeerde Westerman rechtsgeleerdheid en staatswetenschappen aan de Rijksuniversiteit Leiden. Daarna maakte hij carrière in het bankwezen, onder andere als procuratiehouder bij de Rotterdamsche Bankvereeniging van 1915 tot 1919, directeur bank te New York van 1919 tot 1921, directeur Bank voor Indië te Batavia van 1921 tot 1922 en directeur Rotterdamsche Bankvereeniging te Den Haag van 1922 tot 1927.
Daarna maakte hij de overstap naar de politiek, en was in eerste instantie van 1930 tot 1933 actief in de Haagse politiek als chef kabinetszaken en chef kabinet van de burgemeester. Op 9 mei 1933 nam Westerman plaats in de Tweede Kamer der Staten-Generaal, hij zou tot 1937 Kamerlid blijven en hield zich bezig met koloniën, defensie, economische en staatkundige verhoudingen en nationaal belang. Daarnaast had hij zitting in de gemeenteraad van Den Haag. Van 1941 tot 1946 was Westerman raadadviseur bij het ministerie van Justitie.
In 1929, na het overlijden van Cornelis Easton werd Westerman hoofdredacteur van het Haagsch Maandblad. In 1935 kreeg hij het verliesgevende maandblad cadeau van de oprichter Salomon Frederik van Oss. Hij bleef tot de opheffing in 1944 bij het blad betrokken.
Westerman vervulde ook een aantal commissariaten, onder meer bij Borsumij, Borneo Sumatra Handelsmaatschappij, Spoorhout en Olieraffinaderij Witol; en hij was president-commissaris van De Eerste Nederlandsche Maatschappij tot verzekering van risico in loterijen

## Politieke partijen
- Nationale Unie, van 1924 tot 1933 (een van de oprichters en een van de eerste bestuursleden van deze partij)
- Verbond voor Nationaal Herstel, van 1932 tot 1937
- NSB (Nationaal-Socialistische Beweging), 1937 (bedankt reeds na enkele maanden omdat men hem niet op de kandidatenlijst wilde plaatsen)

## Privé
Westerman was tweemaal gehuwd, van 1916 tot 1933 met Cornelia Boele, welk huwelijk werd ontbonden. Een maand na zijn scheiding van Boele trad Westerman in het huwelijk met Elize van Tijen. Westerman had met Boele een dochter, met Van Tijen drie zoons.
In 1950 overleed Westerman te Gouda, aan de gevolgen van een ongeval.

## Familie
Westerman was de zoon van Willem Westerman (1864-1935), bankier en ondernemer, en van Josephine Anne Frederike Herberich (1872-1958) en een neef van het Tweede Kamerlid Jo Westerman (1866-1943).
De familie Westerman komt oorspronkelijk uit Duitsland, maar telgen van deze familie vestigden zich in de achttiende eeuw in Amsterdam. Een bekende telg uit het geslacht Westerman is dr. Gerardus Frederik Westerman (1807-1890), oprichter van Natura Artis Magistra.

## Publicaties
- De concentratie in het bankwezen, een bijdrage tot de kennis der economische ontwikkeling van onzen tijd (dissertatie)
- De zieke staat (1925)
- De crisis van het gezag (1928)
- De fascistische staatstheorie (vertaling van het boek van de Italiaanse minister van Justitie, Rocco), (1928)
- Arm volk van Nederland (1933)
- Het schip van staat, de geschiedkundige ontwikkeling van de staatsgedachte (1949)
- economische en staatkundige artikelen in het Haags Maandblad